# Alejandro Bernal Carreras
Alejandro 'Álex' Bernal Carreras (nascut el 3 de març de 1991) és un futbolista espanyol que juga com a migcampista central al CE Eldenc.
Després d'haver fet quatre aparicions a Segona Divisió amb el Mirandés, va passar la major part de la seva carrera a Segona Divisió B, fent més de 250 aparicions amb sis clubs.

## Carrera futbolística
Nascut a Sevilla, Andalusia, Bernal va ser un producte del sistema juvenil del Reial Betis de la ciutat natal, i va debutar amb el filial a la temporada 2010-11 a Segona Divisió B, apareixent regularment durant els seus dos anys amb l'equip.
El 25 de juliol de 2012, Bernal es va incorporar al club de la Lliga Granada CF: tot i aparèixer amb el primer equip a la pretemporada, va ser cedit al recentment ascendit CD Mirandés a Segona Divisió. Va jugar el seu primer partit com a professional el 25 d'agost, amb els últims 14 minuts en una derrota per 0-1 fora de casa contra el Recreativo de Huelva.
No obstant això, després d'haver estat poc utilitzat, Bernal es va traslladar al CD Leganés en el següent període de fitxatges, amb les mateixes bases. El 22 d'agost de 2013 va fitxar pel seu company de tercer nivell, la SD Huesca. A la meitat de la seva temporada guanyadora del títol, després d'haver fet només una sortida, va rescindir el seu contracte el gener de 2015 i es va traslladar a La Hoya Lorca CF.
L'agost de 2016, Bernal va fitxar per l'AD Mérida sota la direcció de José Miguel Campos, amb qui havia treballat en quatre equips més. Va deixar el club al mig de la temporada el 31 de gener de 2018, unint-se al Marbella FC de la mateixa lliga amb un contracte de 18 mesos. Al final d'aquest acord, va obtenir una pròrroga de dos anys.